# Eliurus antsingy
Eliurus antsingy är en gnagare i familjen Nesomyidae som förekommer med tre från varandra skilda populationer på nordvästra Madagaskar.
Arten blir 14,2 till 15,3 cm lång (huvud och bål), har en 15,3 till 19,5 cm lång svans och väger 87 till 101 g. Denna gnagare har svartaktig underull på ovansidan och täckhåren är mörkbruna till gråbruna. På undersidan förekommer vitaktig till ljusgrå, eller lite mörkare päls. Svansens främre del bär korta hår och vid spetsen förekommer långa hår som bildar en tofs. Tofsen är vanligen gråbrun men ibland är vita hår inblandade. Honan har tre par spenar.
Eliurus antsingy lever i karstområden med kalkstensklippor mellan 100 och 430 meter över havet. Området är täckt av lövfällande skogar.
Denna gnagare är nattaktiv och den går främst på marken men den kan klättra i den låga växtligheten. Födan utgörs av frön.
Skogarnas omvandling till jordbruksmark kan bli ett hot mot beståndet. Populationens storlek är inte känd och arten listas av IUCN med kunskapsbrist (DD).